# Цитадель

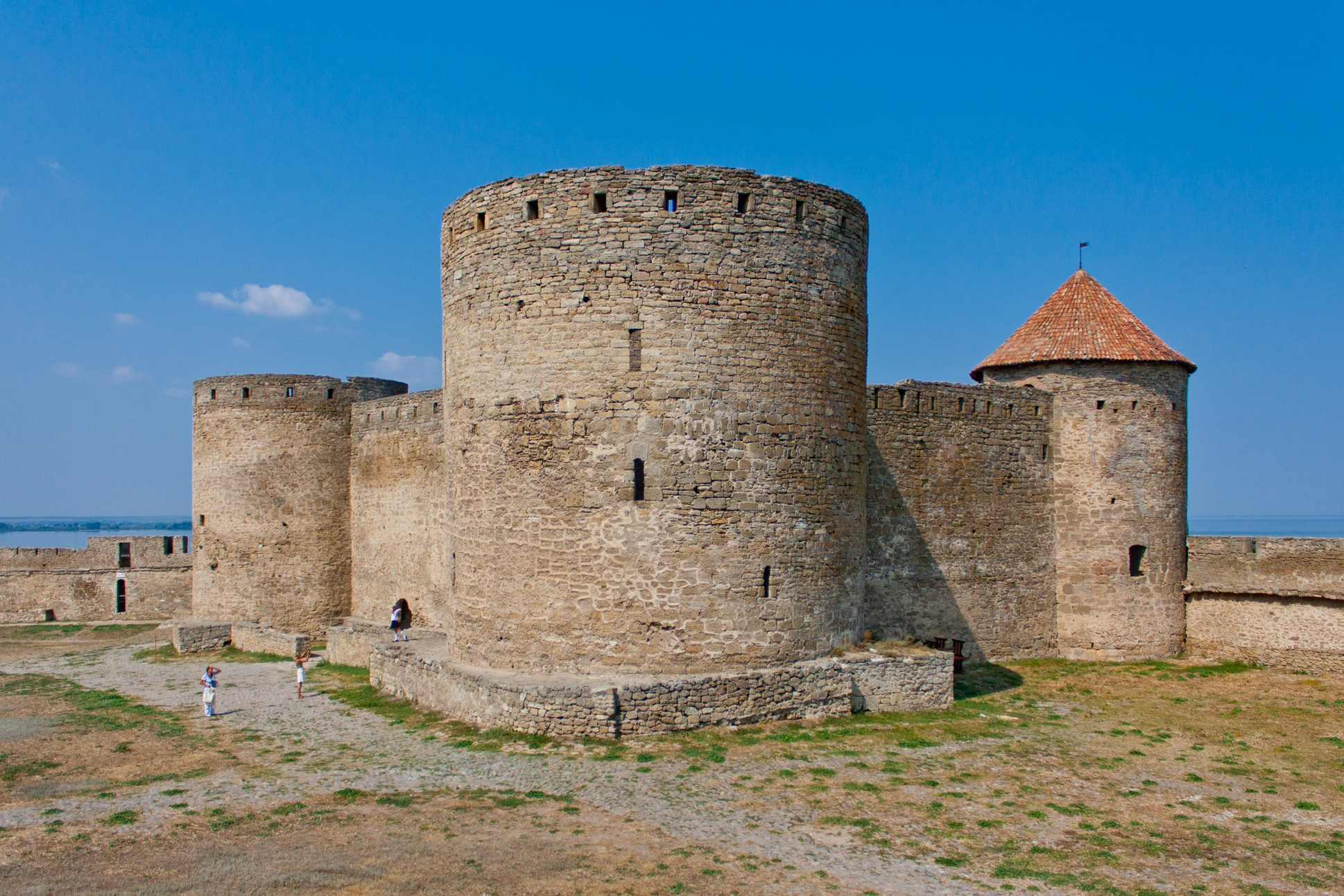
Цитадель в Білгороді-Дністровському

Цитаде́ль, цитаде́ля (італ. citadella — «маленьке місто») — «споруда фортечного типу всередині давніх міст; найбільш укріплена частина фортеці, пристосована для самостійної оборони». «Найукріпленіша центральна частина фортеці або міста (у Стародавній Греції — акрополь, у Стародавньому Римі — капітолій, на Русі — дитинець)». Термін дитинець вживають у давньоруських текстах XII століття на позначення цитаделей у фортецях Палестини (Хождєніє ігумена Даниїла, переклад «Юдейської війни» Йосифа Флавія).

## Розташування
У багатьох випадках цитадель містилася всередині населеного пункту, але інколи на лінії оборонної межі або поруч із селищем. Спочатку вміщувала палаци правителів (світські тереми), культові (монастирі) й адміністративні будівлі, згодом використовувалась для воїнського гарнізону.
На броньованих кораблях цитадель — захищений бронею простір, де були заховані механізми та артилерійські льохи.